# Pholidichthys anguis
Pholidichthys anguis är en fiskart som beskrevs av Springer och Larson, 1996. Pholidichthys anguis ingår i släktet Pholidichthys och familjen Pholidichthyidae. Inga underarter finns listade i Catalogue of Life.